# CBS Reality
A CBS Reality az AMC Networks International  reality-ket sugárzó csatornája volt, amely drámai helyzetekbe került emberek történeteit mesélte el, úgy, ahogy azok a valóságban megtörténtek. 

## Története
A csatorna 1999. november 30-án indult Reality TV néven, és ma már 126 országban fogható. Európában, a Közel-Keleten, Afrikában, Latin-Amerikában, Indiában, Kínában, Ázsiában és az Egyesült Királyságban a csatorna 23 nyelven sugároz a hét minden napján, a nap 24 órájában.
A csatorna bár 1999-ben indult, magyar hangsávot csak 2000. január 10-én kapott.
2012. december 3-án vette fel jelenlegi nevét, előtte Zone Reality néven működött 2006. június 26. óta. Az új csatorna profilja ugyanaz maradt. 2006. február 28-án Reality Extra néven indult el társcsatorna az Egyesült Királyságon, ezt 2006. február 13-án jelentették be.
A csatorna 2013. augusztus 1-től a 16:9-es képarányban sugárzott.
A csatorna reklámsávját részben a magyar Atmedia, részben a román Discovery Media értékesítette, így a hirdetések vegyesen futottak, eredeti hangsávval, zenei aláfestés nélkül, mint például amilyen aláfestés van a Disney Channelen a cseh reklámok alatt.
A csatorna hangja 2016-ig Bodrogi Attila volt, onnantól kezdve eredeti nyelven futottak a műsorajánlók.
A csatorna eredetileg 2020. január 1-től kikerült volna a DIGI kínálatából, de még az utolsó pillanatban sikerült megállapodni, így továbbra is elérhető maradt.
2024. január 2-án a csatorna kikerült a Direct One és a DIGI kínálatából, a Direct One ÁSZF-je szerint 2024. január 15-én szűnt volna meg a csatorna, ami valótlan állítás volt a szolgáltató részéről. Valójában a csatorna hivatalosan 2024. január 3-án szűnt meg.
2024-től a csatornát Európában csak Lengyelországban, illetve True Crime néven az Egyesült Királyságban sugározzák.

## Műsorstruktúra
Az élőben, az események sűrűjében felvett különböző biztonsági kamerás és videó jelenetekkel a CBS Reality megdöbbentő történetekbe avatta be nézőit, az eseményeket átélt emberek beszámolóin keresztül. 

## Műsorkínálat
- 10 túlélési történet
- 48 óra
- 48 óra: Döntő bizonyíték
- A Bates család
- A behajtók
- A diagnózis ismeretlen
- A férfi, akinek felrobbant a karja
- A gyilkos nők
- A gyilkos nyomában
- Amerikai fejvadászok
- A nyomozás tudománya
- Ápolók
- A Street Court
- A tengerpart őrei
- A rejtély
- Aligát-őr
- Átverés
- Az állatkert kicsinyei
- Az évszázad katasztrófái
- Az évszázad katasztrófái
- Az FBI aktái
- Az ismerős gonosz
- Az őrült autósok visszavágnak
- Az utolsó 24 óra
- Babák: Különleges születések
- Becserkészve
- Beverli Hills-i zálogügynök
- Bondi életmentők
- Broward megye rendőrnői
- Bűn és bűnhődés
- Bűnök és titkok
- Bűntények, amelyek megrázták Ausztráliát
- Bűnügyek
- Bűnügyi bizonyítékok
- Bűnüldöző kamerák
- Cincinnati rendőrnők
- Code 1: Új-Zélandi mentőszolgálat
- Csaliautó tolvajoknak
- Cobra 11
- Csecsemőmentők
- CSI: A helyszínelők
- CSI Miami helyszínelők
- CSI New York-i helyszínelők
- Dallasi rendőrnők
- Dog, a fejvadász
- Donal MacIntyre: Megoldatlan ügyek
- Életvonal
- Elképesztő orvosi esetek
- Eltűntnek nyilvánítva
- Elhallgatott történelem
- Esküvő előtt – Gazdagon vagy szegényen
- Fedőneve: Puma
- Fél testben ép lélek
- Floridai rendőrnők
- Gigacsaládok
- Gyógyíthatatlanok
- Gyilkos elmék
- Gyorsreakció: elsőként a helyszínen
- Gyűjtögetők
- Halálra ítélt nők
- Hatalom, kiváltság, igazság
- Határsértők
- Határvédők
- Hiányzó részek
- Hidegvérrel
- Hullámsír
- Hűtlen házastársak
- Ikrek életveszélyben
- Judy bírónő
- Kétmázsás kamasz
- Kínos betegségek gyógyszállója
- Különleges születések
- Las Vegas-i börtön
- Látnok nyomozók
- Lebénulásom története
- Lizard Lick Towing – A vontatók
- Los Angeles törvényszéki nyomozói
- Megoldatlan rejtélyek
- Menekülés a halál torkából: 15 túlélési történet
- Meredek helyzetek videón
- Midsomer gyilkosságok
- Minden percben születik egy
- Mocsokkommandó
- Motoros mentősök
- Motoros őrangyalok
- Nagy balhé Thaiföldön
- Nagyvárosi kórházak
- Narancsvidék Gyermekklinika
- Nem én voltam!
- Nincs menekvés
- Nők a rács mögött
- Nyomozó orvosok
- Orvosi vészhelyzetek
- Ostoba törvények
- Otthonszületett babák
- Örökbefogadók
- Őrült autósok
- Plasztikai sebészek
- Puccos zálogügynökök
- Rács mögött
- Rémálom a kertvárosban
- Rémes szomszédok
- Rendőrnők Broward megyében
- Rendőrök
- Rendőrök a helyszínen
- Reptér
- Sürgősségi kamera
- Szerelemből elkövetett gyilkosságok
- Szerinted honnan jössz
- Szolgálatban
- Születés napok
- Terhesség és szülés: az igazság
- Tetten Érve
- Trauma
- Túléltem
- Túlvilági oknyomozók
- Valódi életmentések
- Valódi szökések
- Vámosok
- Veszélyes autósuli
- Vészhelyzet
- Zálogügynökök
- Zsírorvos

## Korábbi elnevezések
- Reality TV (1999-2006)
- Zone Reality (2006–2012)